# Église Saint-Leu-Saint-Gilles de Bagnolet
Pour les articles homonymes, voir Église Saint-Leu-Saint-Gilles.
L'église Saint-Leu-Saint-Gilles est une église catholique située au 92 de la rue Sadi-Carnot à Bagnolet, à l'angle de la rue Lénine.
Elle fait l’objet d’une inscription au titre des monuments historiques depuis le 29 novembre 1977.

## Histoire

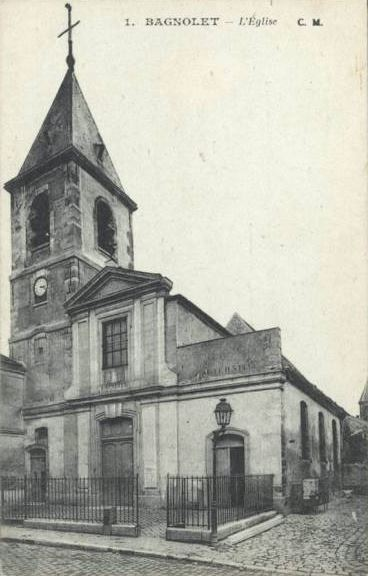
L'église Saint-Leu-Saint-Gilles.

Cette église est fondée en 1235, comme l'église Saint-Leu-Saint-Gilles de Paris. Elle est érigée en église paroissiale à la fin du XIIIe siècle.
Au XIIIe siècle — après l’évêque de Paris[pas clair] — c'est le prieur de Saint-Martin-des-Champs qui y officie.
Les trois travées orientales et la chapelle sont construites au XVIe siècle ; on y retrouve les initiales et les armes d'Henri II et de Diane de Poitiers.
Les trois travées occidentales, la façade et le clocher sont du XVIIIe siècle, ainsi que le buffet d'orgue. Les travaux de fondation furent entrepris en 1722 à l'instigation de la duchesse d'Orléans ; d'autres modifications furent apportées à l'intérieur en 1750, date gravée de la troisième travée.
Dans les années 1970, le clergé de l'époque, empreint de la théologie de l'enfouissement à la mode dans ces années-là, ne souhaitait plus la réhabilitation de l'édifice jugé comme trop daté. C'est la maire communiste de cette période, Jacqueline Chonavel, qui va entamer de sauver cette église, témoin du travail des hommes au cours des siècles. La restauration longue et coûteuse dure pendant près de trente ans, jusqu'en l'an 2000. Les vitraux sont démontés et restaurés en 2003.

## Description

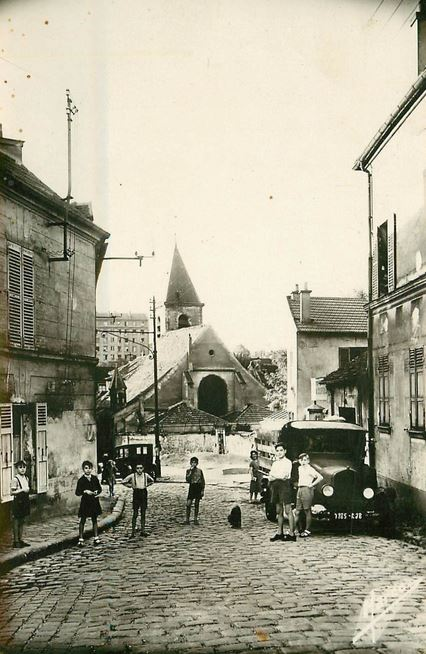
L'église Saint-Leu-Saint-Gilles vue de la rue Lénine (anciennement rue de Montreuil).

Dans sa partie la plus ancienne, l’église comprend un vaisseau central flanqué de collatéraux, avec une chapelle peu saillante à l’extrémité sud-ouest du collatéral sud. Des contreforts sont construits entre les travées du XVIe siècle. Il s'y trouve une statue de Sainte Anne du XVe siècle.
Elle est ornée de plusieurs tableaux, dont dix œuvres de trois mètres sur deux qui ont fait de 2003 à 2013 l'objet d'une restauration complexe.

## Notes et références

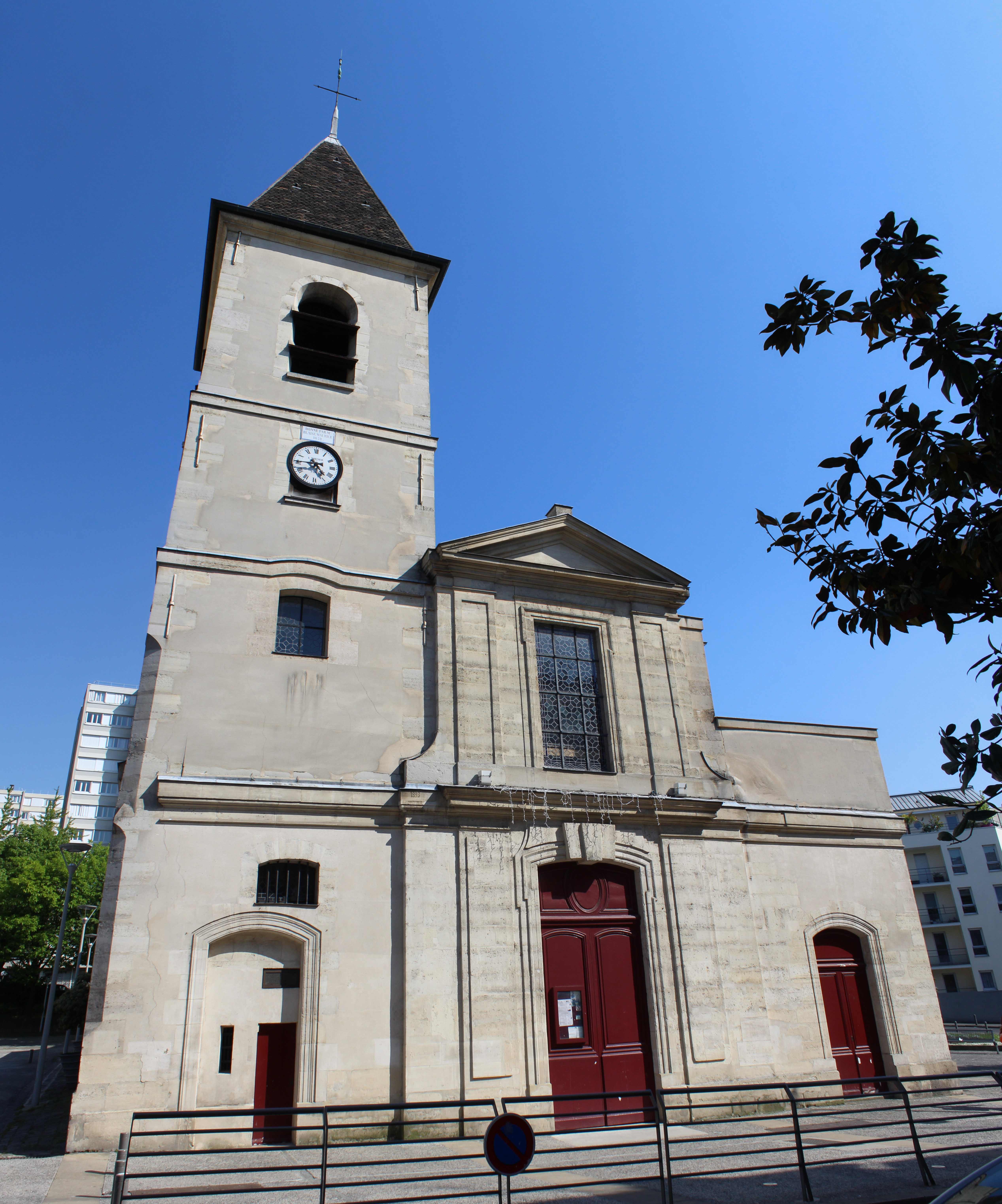
Façade occidentale de l'église Saint-Leu-Saint-Gilles de Bagnolet.